# Miteigentumsanteil
Der Miteigentumsanteil ist im deutschen Wohnungseigentumsrecht ein rechnerischer Bruchteil am gemeinschaftlichen Eigentum einer Wohnungseigentümergemeinschaft. 

## Allgemeines
Bei der Umwandlung eines Gebäudes in Eigentumswohnungen oder Teileigentum legt der teilende Eigentümer für jedes Sondereigentum in der Teilungserklärung fest, wie viele Miteigentumsanteile (MEA) dadurch repräsentiert werden. Meist werden die Bruchstücke als Teile von 1.000 angegeben, bei größeren Objekten auch von 10.000 oder mehr. In der Regel geht man dabei von einem gerechten Verteilerschlüssel aus, der z. B. auf dem Verhältnis der Wohnflächen der Eigentumswohnungen beruht.

## Beispiel
Die Summe aller Wohn- und Nutzflächen des Sondereigentums an einem Gebäude beträgt 800 Quadratmeter (m²). Dann entfallen auf jeden Quadratmeter Sondereigentum (1000 : 800 = 1,25) 1,25/1000 Miteigentumsanteile (MEA). Eine Wohnung in diesem Gebäude, die 50 m² Wohnfläche hat, entspräche demnach 50 × 1,25 = 62,5/1000 MEA.
Bei der Festlegung ist der teilende Eigentümer jedoch nicht daran gebunden, einen gerechten Schlüssel zu verwenden. So kann er zum Beispiel seine eigene Wohnung mit 501/1000 MEA belegen und nur noch den Rest auf die anderen Eigentümer verteilen. Ob er unter diesen Umständen jedoch Käufer für die Wohnungen findet, sei dahingestellt.

## Rechtsfragen
Das Bürgerliche Gesetzbuch (BGB) kennt kein Eigentum an Gebäuden oder gar an einzelnen Wohnungen. Es sieht die auf einem Grundstück errichteten Bauwerke als wesentliche Bestandteile des Grundstücks an (§ 94 BGB). Der Miteigentumsanteil nach Bruchteilen gemäß § 1008 BGB wird grundsätzlich wie das Alleineigentum behandelt; der ideelle Anteil des Miteigentümers am Grundstück steht rechtlich der Sache „Grundstück“ gleich. Indem das Wohnungseigentumsgesetz (WEG) das Sondereigentum an der einzelnen Wohnung nur in Verbindung mit einem Miteigentumsanteil am Grundstück zulässt, fügt es sich in dieses System der Bindung des Gebäudes an das Grundstückseigentum ein. Dementsprechend kann der Miteigentumsanteil ebenso wie das Alleineigentum am Grundstück mit Grundpfandrechten (Hypothek, Grundschuld, Sicherungsgrundschuld) belastet werden (§ 1114 BGB), das gilt auch für das Wohnungseigentum gemäß § 6 WEG

## Zweck der Miteigentumsanteile
Die Miteigentumsanteile sind auch die Grundlage für die Verteilung der Kosten des Gemeinschaftseigentums (§ 16 Abs. 2 WEG), also aller Ausgaben, die nicht vom Sondereigentümer selbst getragen werden (Jahresabrechnung). Auf den Eigentümer mit den meisten Miteigentumsanteilen kommen demnach auch die höchsten Kosten zu. In der Regel ist die Kostenverteilung aber in der Teilungserklärung (Gemeinschaftsordnung) gesondert geregelt, beispielsweise Wasserkosten nach Verbrauch, Verwalterentgelt pro Wohneinheit.

## Änderung
Eine nachträgliche Änderung der Miteigentumsanteile ist zwar theoretisch möglich, praktisch jedoch kaum durchsetzbar. Hierfür müsste die Zustimmung aller Eigentümer eingeholt werden und alle Grundbücher, der Aufteilungsplan bzw. die Teilungserklärung müssten geändert werden. Dies ist zum einen mit hohem Aufwand verbunden, da alle Eigentümer persönlich bei einem Notar erscheinen müssen, dazu kommen noch die Kosten und zum anderen steht i. d. R. mindestens ein Eigentümer schlechter da (z. B. durch eine höhere Kostenbeteiligung) als vor der Änderung und dieser wird dann seine Zustimmung verweigern. Ein Anspruch auf eine solche Zustimmung besteht nicht.

## Miteigentumsanteil bei Investmentzertifikaten
Der Miteigentumsanteil ist bei Investmentzertifikaten nach Bruchteilen am Sondervermögen des Investmentfonds aufgeteilt. Sondervermögen sind gemäß § 1 Abs. 10 KAGB inländische Investmentvermögen in Vertragsform, die von einer Kapitalanlagegesellschaft für Rechnung der Anleger verwaltet werden. Das Sondervermögen ist gesetzlich besonders geschützt, so dass das Emittentenrisiko im Wesentlichen eliminiert ist.